# (100246) 1994 RD3
(100246) 1994 RD3 es un asteroide perteneciente al cinturón de asteroides, descubierto el 2 de septiembre de 1994 por el equipo del Spacewatch desde el Observatorio Nacional de Kitt Peak, Arizona, Estados Unidos.

## Designación y nombre
Designado provisionalmente como 1994 RD3.

## Características orbitales
1994 RD3 está situado a una distancia media del Sol de 2,388 ua, pudiendo alejarse hasta 2,693 ua y acercarse hasta 2,084 ua. Su excentricidad es 0,127 y la inclinación orbital 6,265 grados. Emplea 1348 días en completar una órbita alrededor del Sol.

## Características físicas
La magnitud absoluta de 1994 RD3 es 16,2.